# Великі Крупелі
Великі Крупелі (рос. Большие Крупели) — присілок у Лузькому районі Ленінградської області Російської Федерації.
Населення становить 18 осіб. Належить до муніципального утворення Толмачовське міське поселення.

## Історія
Згідно із законом від 28 вересня 2004 року № 65-оз належить до муніципального утворення Толмачовське міське поселення.

## Населення
| 1838 | 1862 | 1997 | 2007 | 2010 |
| ---- | ---- | ---- | ---- | ---- |
| 72   | ↗79  | ↘23  | ↘17  | ↗18  |